# Pentaleyrodes linderae
Pentaleyrodes linderae là một loài côn trùng cánh nửa trong họ Aleyrodidae, phân họ Aleyrodinae.
Pentaleyrodes linderae được Chou & Yan miêu tả khoa học đầu tiên năm 1988.